# Ýdalir

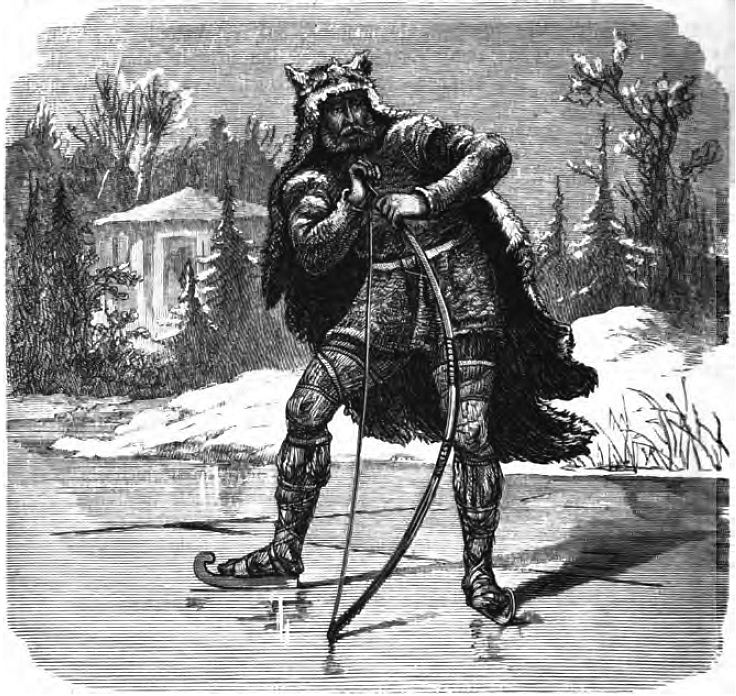
Appuyé sur un arc, le dieu Ullr se tient debout sur un lac gelé entouré d'arbres au feuillage persistant et d'un bâtiment. - Friedrich Wilhelm Heine (1882)

Dans la mythologie nordique, Ýdalir (« vallée des ifs ») est la halle du dieu Ull. Ýdalir n'est attesté que dans l'Edda poétique, manuscrit compilé au XIIIe à partir de sources antérieures. Plusieurs théories ont été proposées concernant ce lieu.
Le fait que le bois d'if ait été employé dans le Nord pour faire des arcs a conduit à percevoir Ull comme un dieu archer.

## Attestation
Ýdalir n'est mentionné que dans la cinquième strophe du poème Grímnismál (inclus dans l'Edda poétique) : Odin (déguisé en Grímnir) dit au jeune Agnarr (en) qu'Ull possède une demeure à Ýdalir. Voici la traduction de cette strophe :

« Vaux-de-l-Arc (Ýdalir) se nomme l’endroit où Ullur
S’est arrangé ses salles ;
Séjour-Luisant (Álfheim) fut donné à Frey, dans l’aurore des jours.
Par les Célestes, comme présent de dentition. »

— Traduction de Frédéric-Guillaume Bergmann, 1871